# Specialidrottsförbund i Sverige
Ett specialidrottsförbund (SF) är en oberoende organisation inom Riksidrottsförbundet. Vart och ett av de olika SF är ansvarigt för en eller flera specifika idrotter. Riksidrottsförbundet bildades 1903 och de då bildade sektionerna för olika idrotter har kallats specialidrottsförbund sedan 1904.
Det finns (2019) 72 specialidrottsförbund inom RF efter att Svenska Cheerleadingförbundet vid Riksidrottsmötet i maj 2019 röstats in, något som dock kommer att minska till 70 eftersom Svenska Landhockeyförbundet och Svenska Kälksportförbundet vid samma möte uteslutits från och med 1 januari 2021. Dessa listas nedan. Några sporter har tidigare haft specialidrottsförbund som sedan har lagts ned, till exempel pärk, vars förbund lades ned redan 1909. Därutöver finns det också förbund för sporter som av olika skäl står utanför RF, varav somliga önskar bli invalda i RF.
| Förbund                                           | Sport                                                                              | Grundat år | Invalt år | Föreningar | Medlemmar | Not |
| ------------------------------------------------- | ---------------------------------------------------------------------------------- | ---------- | --------- | ---------- | --------- | --- |
| Sveriges Akademiska Idrottsförbund                | Sport på akademiska lärosäten                                                      | 1913       | 1964      | 76         | 69 246    | |
| Svenska Amerikansk Fotbollförbundet               | Amerikansk fotboll                                                                 | 1984       | 1991      | 78         | 7 195     | |
| Svenska Badmintonförbundet                        | Badminton                                                                          | 1936       | 1942      | 241        | 31 197    | |
| Svenska Bandyförbundet                            | Bandy                                                                              | 1925       | 1925      | 277        | 75 000    | Före 1925 hanterades bandyn inom Svenska fotbollförbundet, före 1906 av Svenska Bollspelsförbundet. |
| Svenska Bangolfförbundet                          | Minigolf                                                                           | 1937       | 1957      | 101        | 6 795     | |
| Svenska Baseboll- och Softbollförbundet           | Baseboll, softboll                                                                 | 1956       | 1973      | 29         | 1057      | |
| Svenska Basketbollförbundet                       | Basketboll                                                                         | 1952       | 1952      | 368        | 104 000   | En sektion för basketboll bildades 1948 inom Svenska handbollförbundet. Denna bröts ut till ett eget förbund 1952. |
| Svenska Biljardförbundet                          | Biljard                                                                            | 1940       | 1973      | 48         | 713       | |
| Svenska Bilsportförbundet                         | Bilsport                                                                           | 1936       | 1972      | 471        | 105 014   | |
| Svenska Bob- och Rodelförbundet                   | Bobsport, rodel                                                                    | 1949       | 1952      | 17         | 3 151     | |
| Svenska Bordtennisförbundet                       | Bordtennis                                                                         | 1926       | 1943      | 728        | 66 080    | |
| Svenska Bouleförbundet                            | Boule                                                                              | 1977       | 1987      | 281        | 14 200    | |
| Svenska Bowlingförbundet                          | Bowling                                                                            | 1930       | 1936      | 784        | 37 156    | |
| Svenska Boxningsförbundet                         | Boxning                                                                            | 1919       | 1939      | 163        | 14 006    | |
| Svenska Brottningsförbundet                       | Brottning                                                                          | 1920       | 1920      | 169        | 9 105     | |
| Svenska Bågskytteförbundet                        | Bågskytte                                                                          | 1940       | 1949      | 145        | 6 856     | |
| Svenska Budo- och Kampsportsförbundet             | Kampsport                                                                          | 1960       | 1961      | 656        | 46 455    | Hette från början Svenska judoförbundet men bytte namn 1969. Judon bröt sig ut till ett nytt, eget förbund 1988. |
| Svenska Castingförbundet                          | Casting                                                                            | 1961       | 1961      | 63         | 6 859     | |
| Svenska Cheerleadingförbundet                     | Cheerleading                                                                       | 1995       | 2019      | 55         | 10 000    | |
| Svenska Cricketförbundet                          | Cricket                                                                            | 1990       | 2015      | 50         |           | |
| Svenska Curlingförbundet                          | Curling                                                                            | 1916       | 1955      | 67         | 4 632     | |
| Svenska Cykelförbundet                            | Cykelsport                                                                         | 1900       | 1903      | 498        | 1 800 000 | |
| Svenska Danssportförbundet                        | Danssport                                                                          | 1968       | 1977      | 148        | 38 831    | |
| Svenska Dartförbundet                             | Dart                                                                               | 1973       | 2009      | 168        | 2 512     | |
| Svenska Draghundsportförbundet                    | Draghundssport                                                                     | 1987       | 1989      | 100        | 15 000    | |
| Svenska Dragkampförbundet                         | Dragkamp                                                                           | 1933       | 1958      | 27         | 1 994     | |
| Sveriges Dövas Idrottsförbund                     | Dövsport                                                                           | 1913       | 1995      | 46         | 5 500     | |
| Svenska Flygsportförbundet                        | Flygsport                                                                          | 1966       | 1966      | 393        | 18 730    | |
| Svenska Fotbollförbundet                          | Fotboll                                                                            | 1904       | 1904      | 3 460      | 1 050 000 | Svenska Bollspelsförbundet bildades 1902 men upplöstes 1906 till förmån för Fotbollförbundet. |
| Svenska Friidrottsförbundet                       | Friidrott                                                                          | 1895       | 1903      | 960        | 596 187   | |
| Svenska Frisbeesportförbundet                     | Frisbeesport                                                                       | 1974       | 1983      | 72         | 5 300     | |
| Svenska Fäktförbundet                             | Fäktning                                                                           | 1904       | 1904      | 51         | 4 200     | |
| Svenska Golfförbundet                             | Golf                                                                               | 1904       | 1904      | 484        | 547 977   | |
| Svenska Gymnastikförbundet                        | Gymnastik                                                                          | 1904       | 1904      | 1 164      | 233 368   | |
| Svenska Gång- och Vandrarförbundet                | Gång, vandring                                                                     | 1934       | 1934      | 127        | 31 500    | Förbundet hette Svenska Gångförbundet till 1995. |
| Svenska Handbollförbundet                         | Handboll                                                                           | 1930       | 1931      | 510        | 110 000   | Före 1930 hanterades handboll inom Svenska Lekförbundet. |
| Svenska Innebandyförbundet                        | Innebandy                                                                          | 1981       | 1985      | 1 215      | 204 273   | Förbundet var 1983-1985 en sektion i Svenska landhockeyförbundet men valdes sedan in som separat förbund i RF. |
| Svenska Ishockeyförbundet                         | Ishockey                                                                           | 1922       | 1923      | 628        | 61 538    | Före 1922 hanterades ishockey inom Svenska fotbollförbundet. |
| Svenska Isseglarförbundet                         | Issegling                                                                          | 1906       | 1906      | 42         | 14 000    | |
| Svenska Judoförbundet                             | Judo                                                                               | 1988       | 1988      | 160        | 15 329    | Det första judoförbundet bildades 1960 och valdes in i RF 1961, det bytte namn till Svenska budoförbundet 1969 eftersom det hade fått sektioner för flera kampsporter och finns ännu kvar, nu under namnet Svenska budo- och kampsportsförbundet, men judon lämnade alltså sitt ursprungliga förbund 1988.                                                                                           |
| Svenska Kanotförbundet                            | Kanotsport                                                                         | 1904       | 1904      | 115        | 22 000    | |
| Svenska Karateförbundet                           | Karate                                                                             | 2008       | 2009      | 315        | 14 508    | Tidigare (från 1963) organiserades karate inom det förbund som numera heter Svenska Budo- och Kampsportsförbundet. |
| Svenska Klätterförbundet                          | Klättring                                                                          | 1973       | 1995      | 71         | 5 719     | |
| Svenska Konståkningsförbundet                     | Konståkning                                                                        | 1904       | 1945      | 138        | 18 465    | |
| Korpen Svenska Motionsidrottsförbundet            | Korporationsidrott                                                                 | 1945       | 1975      | 378        | 267 158   | |
| Svenska Landhockeyförbundet                       | Landhockey                                                                         | 1975       | 1977      | 26         | 2 001     | En kommitté för landhockey bildades 1973 inom Svenska bandyförbundet, som sedan ledde till bildandet av det egna förbundet. |
| Svenska Motorcykel- och Snöskoterförbundet        | Motorcykelsport, snöskotersport                                                    | 1935       | 1961      | 555        | 130 242   | |
| Svenska Mångkampsförbundet                        | Mångkamp                                                                           | 1909       | 1962      | 94         | 14 766    | Förbundet hette Sveriges Militära Idrottsförbund till 1987, sedan Sveriges Militäridrotts- och Mångkampsförbund till 2002, då Försvarsmakten övertog ansvaret för den internationella militära tjänsteidrotten. Skidskytte hanterades inom förbundet tills ett särskilt förbund för den disciplinen skapades 1986 och likaså triathlon tills ett särskilt förbund för den disciplinen skapades 1993. |
| Svenska Orienteringsförbundet                     | Orientering                                                                        | 1938       | 1938      | 601        | 93 700    | |
| Svenska Parasportförbundet                        | Handikappsport                                                                     | 1969       | 1969      | 459        | 32 532    | Förbundet hette Svenska Handikappidrottsförbundet fram till 2015 |
| Svenska Racerbåtförbundet                         | Motorbåtsport                                                                      | 1948       | 1962      | 47         | 2 850     | |
| Svenska Ridsportförbundet                         | Ridsport                                                                           | 1912       | 1962      | 923        | 169 469   | |
| Svenska Ringetteförbundet (associerad medlem)     | Ringette                                                                           | 1994       | 2003      |            |           | |
| Svenska Roddförbundet                             | Roddsport                                                                          | 1904       | 1904      | 65         | 6 882     | |
| Svenska Rugbyförbundet                            | Rugby                                                                              | 1932       | 1958      | 51         | 4 402     | |
| Svenska Seglarförbundet                           | Segling                                                                            | 1905       | 1960      | 414        | 128 400   | |
| Svenska Simförbundet                              | Simidrott, Simning, Simhopp, Konstsim, Vattenpolo, Öppet Vatten                    | 1904       | 1904      | 347        | 117 964   | |
| Svenska Skidförbundet                             | Skidsport                                                                          | 1908       | 1904      | 1 508      | 184 231   | Det första skidförbundet som valdes in 1904 hette Föreningen för skidlöpningens främjande, men 1908 bildades det nuvarande förbundet. Fram till 1911 hette det Svenska Skidlöpningsförbundet. |
| Svenska Skidskytteförbundet                       | Skidskytte                                                                         | 1986       | 1987      | 60         | 8 000     | Skidskytte hanterades före 1986 inom dåvarande Sveriges militära idrottsförbund (nuvarande Svenska Mångkampsförbundet). |
| Svenska Skolidrottsförbundet                      | Skolidrott                                                                         | 1916       | 1916      | 1 202      | 305 270   | |
| Svenska Skridsko-, kälk- och rullidrottsförbundet | Hastighetsåkning på skridskor, Roller Derby, Inlines, Kälksporter                  | 1904       | 1904      | 66         | 20 187    | |
| Svenska Skyttesportförbundet                      | Sportskytte                                                                        | 1943       | 1956      | 1 314      | 68 264    | Förbundet hette Svenska Sportskytteförbundet till 2009, då nuvarande namn antogs när förbundet slogs samma med Frivilliga skytterörelsen och Skytterörelsens Ungdomsorganisation. |
| Svenska Sportdykarförbundet                       | Sportdykning, Undervattensrugby, Fridykning, Fensimning, Undervattensfotografering | 1958       | 1966      | 178        | 7 939     | |
| Svenska Squashförbundet                           | Squash                                                                             | 1965       | 1969      | 63         | 5 050     | |
| Svenska Styrkelyftförbundet                       | Styrkelyftning                                                                     | 1996       | 1997      | 157        | 28 500    | |
| Svenska Taekwondoförbundet                        | Taekwondo                                                                          | 1996       | 1997      | 192        | 27 404    | |
| Svenska Tennisförbundet                           | Tennis                                                                             | 1906       | 1906      | 487        | 104 130   | Förbundet hette Svenska Lawn-tennisförbundet till 1941. |
| Svenska Triathlonförbundet                        | Triathlon                                                                          | 1993       | 1995      | 133        | 7 500     | Triathlon hanterades inom Svenska mångkampsförbundet före 1993. |
| Svenska Tyngdlyftningsförbundet                   | Tyngdlyftning                                                                      | 1920       | 1920      | 90         | 19 483    | |
| Svenska Varpaförbundet                            | Varpa                                                                              | 1945       | 1946      | 50         | 2 407     | |
| Svenska Vattenskid- och Wakeboardförbundet        | Vattenskidåkning                                                                   | 1962       | 1962      | 75         | 7 000     | Förbundet hette Svenska Vattenskidförbundet till 2006. |
| Svenska Volleybollförbundet                       | Volleyboll                                                                         | 1961       | 1961      | 191        | 9 284     | |
| RF (totalt)                                       | Sport                                                                              |            |           | 25 215     | 5 395 407 | |

## Fotnoter
1. ↑  Några av lagen består av flera avdelningar som är medlemmar i olika idrottsföreningar
2. ↑  En person kan vara medlem i flera idrottsföreningar.